# Scintillation (fysik)
Scintillation är ett fysikaliskt fenomen där små blixtar av synligt ljus avges i särskilda material, så kallade scintillatorer, när dessa absorberar joniserande strålning. De avger UV eller synligt ljus under excitation från högenergifotoner (röntgenstrålning eller gammastrålning) eller energiska partiklar (som elektroner, alfapartiklar, neutroner eller joner).
För att detektera scintillationer används en scintillationsräknare eller scintillometer.

## Översikt
Scintillation är ett exempel på luminiscenser, där ljus med ett karakteristiskt spektrum sänds ut efter absorption av strålning. Scintillationsprocessen kan sammanfattas i tre huvudsteg: (A) omvandling, (B) transport och energiöverföring till luminescenscentrum och (C) luminescens. Den utsända strålningen är vanligtvis mindre energisk än den absorberade strålningen, därför är scintillation i allmänhet en nedkonverteringsprocess. 

## Konverteringsprocesser
Det första steget av scintillation, omvandling, är den process där energin från den infallande strålningen absorberas av scintillatorn och högenergiska elektroner och hål skapas i materialet. Energiabsorptionsmekanismen av scintillatorn beror på typen och energin av strålning som är involverad. För högenergetiska fotoner som röntgenstrålar ( 0,1 keV < {\displaystyle E_{\gamma }}<100 keV) och gamma-strålar ({\displaystyle E_{\gamma }} >100 keV), är tre typer av interaktioner ansvariga för energiomvandlingsprocessen vid scintillation: fotoelektrisk absorption,   Compton-spridning, och parproduktion, som endast inträffar när {\displaystyle E_{\gamma }} > 1 022 keV, det vill säga fotonen har tillräckligt med energi för att skapa ett elektron-positronpar.
Dessa processer har olika dämpningskoefficienter, som huvudsakligen beror på den infallande strålningens energi, materialets genomsnittliga atomnummer och materialets densitet. Generellt beskrivs absorptionen av högenergistrålning av:
{\displaystyle I=I_{0}\cdot e^{-\mu d}}
där {\displaystyle I_{0}} är intensiteten av den infallande strålningen, {\displaystyle d} är tjockleken på materialet, och {\displaystyle \mu } är den linjära dämpningskoefficienten, som är summan av dämpningskoefficienterna för de olika bidragen: 
{\displaystyle \mu =\mu _{pe}+\mu _{cs}+\mu _{pp}+\mu _{oc}}, vilket kommer att förklaras nedan.
Vid lägre röntgenenergier ({\displaystyle E_{\gamma }\lesssim } 60 keV), är den mest dominerande processen den fotoelektriska effekten, där fotonerna helt absorberas av bundna elektroner i materialet, vanligtvis kärnelektroner i atomens K- eller L-skal och sedan skjuts ut, vilket leder till jonisering av värdatomen. Det linjära dämpningskoefficientbidraget för den fotoelektriska effekten ges av:
{\displaystyle \mu _{pe}\propto {\rho Z^{n} \over E_{\gamma }^{3.5}}}
där {\displaystyle \rho } är densiteten hos scintillatorn, {\displaystyle Z} är det genomsnittliga atomnumret, {\displaystyle n} är en konstant som varierar mellan 3 och 4, och {\displaystyle E_{\gamma }} är fotonens energi. Vid låga röntgenenergier gynnas scintillatormaterial med atomer med höga atomnummer och densitet för effektivare absorption av den infallande strålningen.
Vid högre energier ({\displaystyle E_{\gamma }} {\displaystyle \gtrsim } 60 keV) blir comptonspridning, den oelastiska spridningen av fotoner av bundna elektroner, som ofta också leder till jonisering av värdatomen, den mer dominerande omvandlingsprocessen. Det linjära dämpningskoefficientbidraget för comptonspridning ges av:
{\displaystyle \mu _{cs}\propto {\rho  \over {\sqrt {E_{\gamma }}}}}
Till skillnad från den fotoelektriska effekten är absorptionen till följd av comptonspridning oberoende av atomnumret för atomerna som finns i kristallen, men linjärt på deras densitet.
Vid gammastrålningsenergier högre än {\displaystyle E_{\gamma }} >1 022 keV, det vill säga energier mer än dubbelt så mycket energi som elektronens vilomassa, börjar parproduktion ske. Parproduktion är det relativistiska fenomenet där energin hos en foton omvandlas till ett elektron-positronpar. Den skapade elektronen och positronen kommer sedan att interagera ytterligare med det scintillerande materialet för att generera energetisk elektron och hål. Dämpningskoefficientbidraget för parproduktion ges av:
{\displaystyle \mu _{pp}\propto \rho Z\ln {\Bigl (}{2E_{\gamma } \over m_{e}c^{2}}{\Bigr )}}
där {\displaystyle m_{e}} är restmassan av elektronen och {\displaystyle c} är ljusets hastighet. Sålunda, vid höga gamma-strålningsenergier, beror energiabsorptionen både på densiteten och det genomsnittliga atomnumret för scintillatorn. Dessutom, till skillnad från för den fotoelektriska effekten och comptonspridningen, blir parproduktion mer sannolik när energin hos de infallande fotonerna ökar, och parproduktionen blir den mest dominerande omvandlingsprocessen ovan. {\displaystyle E_{\gamma }} ~ 8 MeV.
Termen {\displaystyle \mu _{oc}} inkluderar andra (mindre) bidrag, såsom Rayleigh (koherent) spridning vid låga energier och fotonukleära reaktioner vid mycket höga energier, som också bidrar till omvandlingen, dock är bidraget från Rayleighs spridning nästan försumbart och fotonukleära reaktioner blir relevanta först vid mycket höga energier.
Efter att energin från den infallande strålningen har absorberats och omvandlats till så kallade heta elektroner och hål i materialet, kommer dessa energiska laddningsbärare att interagera med andra partiklar och kvasipartiklar i scintillatorn (elektroner, plasmoner, fononer), vilket leder tills en "lavinhändelse", där ett stort antal sekundära elektron-hål-par produceras tills de heta elektronerna och hålen har förlorat tillräcklig energi. Det stora antalet elektroner och hål som blir resultatet av denna process kommer då att genomgå termalisering, det vill säga försvinnande av en del av deras energi genom interaktion med fononer i materialet.
Det deltagande stora antalet energiska laddningsbärare kommer sedan att genomgå ytterligare energiavledning som kallas termalisering. Detta sker via interaktion med fononer för elektroner och skruvprocesser för hål.
Den genomsnittliga tidsskalan för omvandling, inklusive energiabsorption och termalisering, har uppskattats vara i storleksordningen 1 ps, vilket är mycket snabbare än den genomsnittliga sönderfallstiden i fotoluminiscens.

## Laddningstransport av exiterade laddningsbärare
Det andra steget av scintillation är laddningstransporten av termaliserade elektroner och hål mot luminescenscentra och energiöverföringen till atomerna som är involverade i luminescensprocessen. I detta skede migrerar det stora antalet elektroner och hål som har genererats under omvandlingsprocessen in i materialet. Detta är förmodligen en av de mest kritiska faserna av scintillation, eftersom det i allmänhet är i detta skede där den största effektivitetsförlusten inträffar på grund av effekter som fångst eller icke-strålningsrekombination. Dessa orsakas huvudsakligen av närvaron av defekter i scintillatorkristallen, såsom föroreningar, joniska vakanser och korngränser. Laddningstransporten kan också bli en flaskhals för tidpunkten för scintillationsprocessen. Laddningstransportfasen är också en av de minst förstådda delarna av scintillation och beror starkt på typen av material och dess inneboende laddningsledningsegenskaper.

## Luminiscenser

π-electroniska energinivåer hos organisk molekyl. S_{0} är grundtillstånden. S_{1}, S_{2}, S_{3} är exciterade singlettillstånd. T_{1}, T_{2}, T_{3} är exciterade triplettillstånd. S_{00}, S_{01}, S_{10}, S_{11} etc. är vibrerande undernivåer.

När elektronerna och hålen når luminescenscentra, inträffar det tredje och sista steget av scintillation: luminescens. I detta skede fångas elektronerna och hålen in potentiella banor av det självlysande centret, och sedan rekombinerar elektronerna och hålet radiativt. De exakta detaljerna för luminescensfasen beror också på vilken typ av material som används för scintillation.

### Oorganiska kristaller
För fotoner som gammastrålar används ofta talliumaktiverade NaI-kristaller (NaI(Tl)). För ett snabbare svar (men bara 5 procent av utsignalen) kan Csf-kristaller användas.   

### Organiska kristaller
I organiska molekyler är scintillation en produkt av π-orbitaler. Organiska material bildar molekylära kristaller där molekylerna är löst bundna av Van der Waals-krafter. Grundtillståndet för 12C är 1s2 2s2 2p2. I valensbindningsteori, när kol bildar föreningar, exciteras en av 2s-elektronerna till 2p-tillståndet, vilket resulterar i en konfiguration av 1s2 2s1 2p3. För att beskriva de olika valenserna av kol anses de fyra valenselektronorbitalerna, en 2s och tre 2p, vara blandade eller hybridiserade i flera alternativa konfigurationer. Till exempel, i en tetraedrisk konfiguration s- och p3-orbitaler kombineras för att producera fyra hybridorbitaler. I en annan konfiguration, känd som trigonal konfiguration, förblir en av p-orbitaler (säg pz ) oförändrad och tre hybridorbitaler produceras genom att blanda s, px och py orbitaler. De orbitaler som är symmetriska kring molekylens bindningsaxlar och plan (sp2) är kända som σ-elektroner och bindningarna kallas σ-bindningar. pz-orbitalen kallas en π-orbital. En π-bindning uppstår när två π-orbitaler samverkar. Detta inträffar när deras nodplan är i samma plan.
I vissa organiska molekyler samverkar π-orbitaler för att producera ett gemensamt nodalplan. Dessa bildar delokaliserade π-elektroner som kan exciteras av strålning. De-exciteringen av de delokaliserade π-elektronerna resulterar i luminescens.
De exciterade tillstånden hos π-elektronsystem kan förklaras av perimeterfri elektronmodell (Platt 1949). Denna modell används för att beskriva polycykliska kolväten som består av kondenserade system av bensenoidringar där ingen C-atom tillhör mer än två ringar och varje C-atom är i periferin.
Ringen kan approximeras som en cirkel med omkrets l. Vågfunktionen för elektronomloppet måste uppfylla villkoret för en plan rotator:
{\displaystyle \psi (x)=\psi (x+l)\,}
Motsvarande lösningar till Schrödingers vågekvation är:
{\displaystyle {\begin{aligned}\psi _{0}&=\left({\frac {1}{l}}\right)^{\frac {1}{2}}\\\psi _{q1}&=\left({\frac {2}{l}}\right)^{\frac {1}{2}}\cos {\left({\frac {2\pi \ qx}{l}}\right)}\\\psi _{q2}&=\left({\frac {2}{l}}\right)^{\frac {1}{2}}\sin {\left({\frac {2\pi \ qx}{l}}\right)}\\E_{q}&={\frac {q^{2}\hbar ^{2}}{2m_{0}l^{2}}}\end{aligned}}}
där q är orbitalringens kvantnummer; antalet noder för vågfunktionen. Eftersom elektronen kan spinna upp och ner och kan rotera runt cirkeln i båda riktningarna är alla energinivåer utom de lägsta dubbelt degenererade.
Ovanstående visar de π-elektroniska energinivåerna för en organisk molekyl. Absorption av strålning följs av molekylär vibration till S1-tillståndet. Detta följs av en de-excitering till S0-tillstånd som kallas fluorescens. Populationen av triplettillstånd är också möjlig på andra sätt. Triplettillstånden sönderfaller med mycket längre sönderfallstid än singlettillstånd, vilket resulterar i vad som kallas den långsamma komponenten i sönderfallsprocessen (fluorescensprocessen kallas den snabba komponenten). Beroende på den specifika energiförlusten för en viss partikel (dE/dx), upptas de "snabba" och "långsamma" tillstånden i olika proportioner. De relativa intensiteterna i ljusutgången för dessa tillstånd skiljer sig alltså för olika dE/dx. Denna egenskap hos scintillatorer möjliggör diskriminering av pulsform: det är möjligt att identifiera vilken partikel som detekterades genom att titta på pulsformen. Naturligtvis är skillnaden i form synlig på den bakre sidan av pulsen, eftersom det beror på avklingningen av de exciterade tillstånden.